# Konstantyn Marya Adam Czartoryski
Konstantyn Marya Adam Czartoryski, född 1822, död 1891, var en polsk furste och österrikisk politiker. Han var bror till Jerzy Czartoryski och brorson till Adam Jerzy Czartoryski.
Czartoryski var från 1863 aktiv förespråkare för den polska frihetsrörelsen, bland annat i Sverige. Senare levde han Wien och blev berömd som konstsamlare och konstkritiker. Han var ständig ledamot av österrikiska herrehuset.